# 中央アジア調査
中央アジア調査（Central Asian Survey）は、1982年に創刊されたコーカサスおよび中央アジア研究に関する学術雑誌。 テイラーアンドフランシスグループのラウトレッジ社から年に4回発行される。

編集方針は以下のとおりである。
「本誌の主な目的は、社会科学と人文科学における地域ベースの研究の進展を反映・促進し、中央アジアとコーカサスを現代の重要な関心地域にしている地域的・局所的変化のプロセスに対する理解を深めることである」
編集者はリコ・アイザックス、副編集者はアレクサンダー・モリソン、本の編集者はラッセル・ザンカ。 デニス・カンディヨティは名誉編集者。編集委員を務める他の学者は、アレクサンダー・クーリー、ナルギス・カセノバ、エリカ・マラット、ニック・メゴラン、マドレーヌ・リーブス、モヒラ・スヤクロワ、エドワード・シャッツ などである。この雑誌の国際諮問委員会には、トーマス・バーフィールド、ジュディス・ベイヤー、レギン・スペクター、ジョン・ヘザーショウ らが名を連ねている。
編集委員会および国際諮問委員会のメンバーの何人かは、中央ユーラシア研究協会のメンバーでもある。